# Disco de hielo

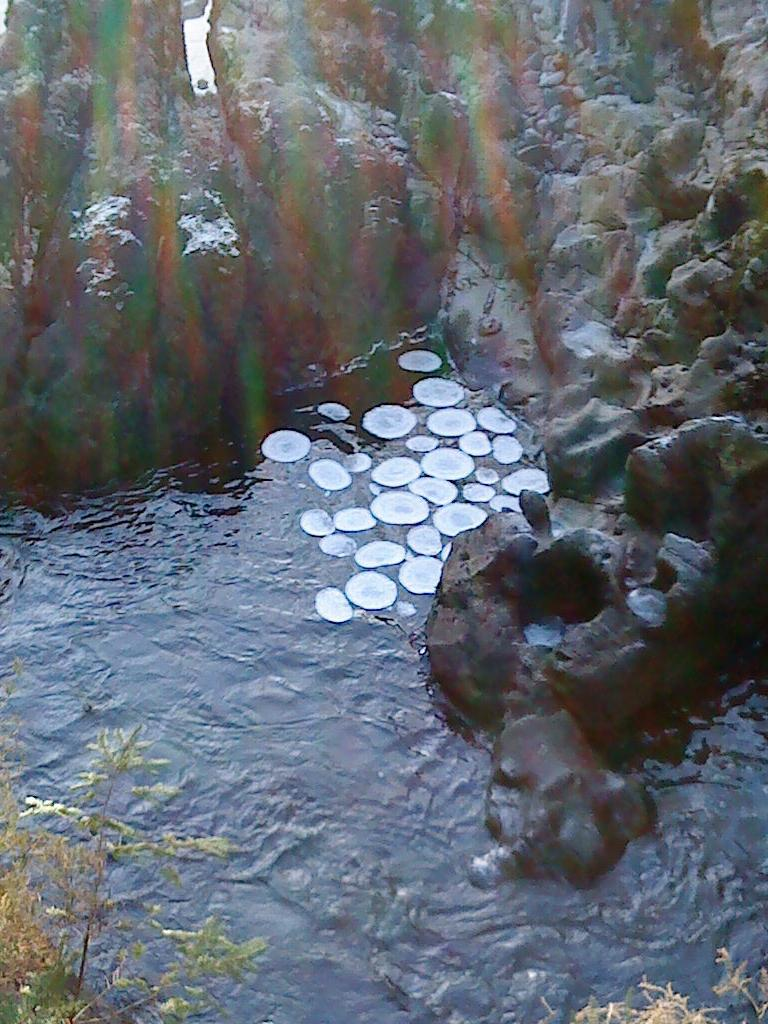
Una colección de pequeños discos de hielo (el más grande de 30 cm de diámetro) tal como se observó en diciembre de 2008 en el río Llugwy en Betws-y-coed (Norte de Gales). Quince días sin lluvia habían provocado un bajo nivel del agua y había habido temperaturas bajo cero durante una semana.

Un disco de hielo, o también círculo de hielo o plato de hielo (del inglés: ice disc, ice circle o ice pan) es un fenómeno natural que ocurre en las aguas en movimiento lento en climas fríos. Los discos de hielo son placas circulares de hielo de poco espesor que giran lentamente en el agua. Se cree que se forman en corrientes de Foucault. Los discos de hielo han sido observados con mayor frecuencia en Escandinavia y América del Norte, pero en ocasiones se registran hasta en el sur de Inglaterra y en Gales. Un disco de hielo se observó en el País de Gales en diciembre de 2008 y otro fue reportado en Inglaterra en enero de 2009.
Los círculos de hielo varían en tamaño, pero se han informado de algunos de más de 4 metros de diámetro.

## Discos de hielo
Los discos de hielo se forman en las curvas exteriores de un río donde las aguas que aceleran crean una fuerza llamada de corte rotacional, que rompe un trozo de hielo y lo hacen girar a su alrededor. A medida que el disco gira, se va moliendo contra el hielo que lo rodea, suavizádonse hasta acabar con una forma de círculo. Dado que es un fenómeno relativamente poco común, una de las primeras noticias sobre uno de estos discos que giraba lentamente y que fue descubierto en el río Mianus, apareció en una edición de 1895 de Scientific American.

## Bandejas de hielo
El especialista en ríos y profesor de geografía Joe Desloges plantea que los platos de hielo (ice pans) son «trozos de superficies de hielo que se forman en el centro de un lago o de un arroyo, en vez de en las orillas. Cuando el agua se enfría, se libera calor que lo convierte en hielo frágil» que puede agruparse dando lugar a una formación en forma de bandeja. Si un plato de hielo acumula suficiente hielo frágil y la corriente sigue siendo lenta, la bandeja puede transformarse en una "presa suspendida" ('hanging dam'), un pesado bloque de hielo de aristas altas se vuelve bajo.